# Power-to-X
Power-to-X (også kaldet PtX, P2X og P2Y) er fællesbetegnelsen for forskellige teknologier, der kan omdanne elektricitet eller strøm ("power") til noget andet ("X"). Den mest udbredte anvendelse indtil videre er omdannelsen af strøm til grøn brint, der i nogle sammenhænge kan erstatte fossile brændsler som brændstof, direkte eller indirekte. Power-to-X-teknologierne kan også dække fremstillingen af vigtige kemikalier, som bruges i mange produkter som plastik og lægemidler, og som i dag fremstilles af fossile brændsler. Power-to-X kan dermed være et virksomt redskab i den grønne omstilling, hvad der er en væsentlig årsag til, at der er opstået stor interesse for teknologierne i blandt andet Danmark i 2020'erne. I maj 2025 blev det første store, kommercielt fungerende power-to-X-anlæg indviet i Danmark i form af Kassøværket ved Aabenraa, som producerer e-metanol til brændstof i containerskibe og til en mere klimavenlig plastikproduktion. 
Power-to-X-teknologier er ikke mindst attraktive, fordi de muliggør, at elektricitet i perioder med meget høj produktion fra svingende energikilder som f.eks. sol- og vindenergi kan blive transformeret til energi, der efterfølgende kan anvendes i andre sektorer (såsom transport eller kemikalier). Det er således en metode til energilagring.

## Power-to-X i den grønne omstilling
I et land som Danmark, hvor en stor del af elproduktionen kommer fra vedvarende energi som vind- eller solenergi, er der to store udfordringer for at gennemføre en omstilling til en CO2-neutral energiforsyning. For det første er der brug for en måde at kunne oplagre energien, der skabes i sol- og vindfyldte perioder til andre tidspunkter, hvor solen ikke skinner, og vinden ikke blæser. For det andet kan en række former for fossil energiforbrug ikke erstattes direkte af elektricitet og batterier. Det gælder blandt andet transport over lange afstande med fly, skibe og lastbiler samt nogle industrielle processer, der f.eks. skal bruge meget høj varme. Power-to-X kan i princippet løse begge disse problemer.

## Processen
Power-to-X-processerne starter med en elektrolyse, hvor vandmolekyler spaltes til brint og ilt. Brinten kan i nogle tilfælde anvendes direkte som brændstof og ellers alternativt anvendes til at danne andre nye brændstoffer og kemikalier som ammoniak, metan og e-metanol, som kan anvendes som brændstoffer til skibe, fly og brændstoffer eller som gødning i landbruget. Der forskes aktivt i at forene disse to processer, så elektriciteten direkte kan anvendes til at fremstille disse produkter. Selvom disse brændstoffer udleder drivhusgasser, når de afbrændes, vil den samlede proces være CO2-neutral, hvis elektriciteten, der anvendes i processen, er fremstillet ved hjælp af vedvarende energi, og det anvendte kulstof er genanvendt fra anden brug, eksempelvis fra fanget CO2.

## Udfordringer
Der er en række udfordringer i de forskellige eksisterende og påtænkte power-to-X-processer. Omdannelsen af el til brint er den mest modne, og det er allerede i dag muligt at gennemføre den i stor skala, men den er dyr og ikke tilstrækkelig energieffektiv. Således forsvinder en tredjedel af den energi, der anvendes i elektrolysen, under processen. Andre former for power-to-X, der omdanner elektriciteten til andet end brint, er endnu ikke færdigudviklede nok til at kunne anvendes i industriel målestok, selvom teknologien i princippet er kendt. Samtidig er det vigtigt at kunne forsimple processen, så elektrolysen og syntesen med andre stoffer som kul eller kvælstof bliver integreret og dermed kan foretages i et enkelt samlet trin.
Brintproduktionen er ligeledes meget krævende med hensyn til vandforbrug. Tilgangen af omkring 1 ton ultra-rent vand om dagen for et 2 MW anlæg kan være en udfordring for lokale vandværker. Et alternativ her kan være anvendelse af spildevand, som renses.

## Power-to-X i Danmark
Poul la Cour udførte Power-to-X på Askov Højskole i 1891, hvor vindmøllestrøm forsynede elektrolyse af brint.
Power-to-X har haft stor bevågenhed i Danmark siden omkring 2020. I december 2019 besluttede Energistyrelsen at støtte to PtX-projekter i henholdsvis Skive og Fredericia med i alt 128 mio. kr. fra en tidligere udbudt pulje til energilagringsprojekter. I januar 2020 udsendte 17 virksomheder og organisationer med Ingeniørforeningen i Danmark (IDA) i spidsen et såkaldt forståelsespapir, hvor de opfordrede den danske regering til at iværksætte en ambitiøs indfasning af disse teknologier i Danmark, som de udråbte til at kunne blive en frontløber på området.
I marts 2022 indgik et bredt folketingsflertal en aftale, ifølge hvilken Danmark i 2030 skal have opbygget en elektrolysekapacitet på 4-6 gigawatt. Det efterfølgende år, 2023, blev der afholdt en budrunde om statsstøtte til over 1 mia kr. Her blev 5 brint-elektrolyseprojekter i Jylland med i alt 180 MW kapacitet foreløbig tildelt statsstøtte med under 70 kr./GJ (25 øre/kWh) i 10 år, såfremt de bygges inden 2028. I forhold til 2022-aftalens kapacitetsmål er kapaciteten fra denne budrunde dog ret beskeden.
I maj 2025 blev Kassøværket ved Aabenraa indviet. Det er det første anlæg i Danmark, som i stor (dvs. kommercielt relevant) målestok anvender power-to-X-teknologi, idet værket producerer e-metanol ved først at skabe brint via elektrolyse og bagefter kombinere brinten med CO2 og dermed skabe e-metanol. Denne aftages indtil videre af de tre danske virksomheder A.P. Møller - Mærsk, LEGO og Novo Nordisk. Den første vil anvende metanolen til klimavenligt brændstof i nogle af sine containerskibe, mens de to andre vil anvende den i en mere klimavenlig produktion af plast. Da Kassøværket startede, var det verdens største kommercielle e-metanol-fabrik.
Der er desuden forslag om at bygge et rør til Tyskland for at forsyne tysk industri med dansk brint. Finansieringen af røret er imidlertid indtil videre ikke fastlagt.
Forskning og uddannelse indenfor området eksisterer flere steder i Danmark. I 2022 blev det besluttet at opbygge et forskningscenter på DTU til opskalering og kommercialisering af teknologien.
I 2024 startede en diplomuddannelse til PtX-maskinmester i Fredericia.
Region Hovedstadens fjernvarme kan anvende en fjerdedel af overskudsvarmen fra Power-to-X-anlæg, begrænset af de snævre pladsforhold i København og omegn.